# Choerodon venustus
Choerodon venustus är en fiskart som först beskrevs av De Vis, 1884.  Choerodon venustus ingår i släktet Choerodon och familjen läppfiskar. IUCN kategoriserar arten globalt som livskraftig. Inga underarter finns listade i Catalogue of Life.